# ونسا ری
ونسا ری (انگلیسی: Vanessa Ray Liptak؛ زادهٔ ۲ نوامبر ۱۹۸۰) یک هنرپیشه اهل ایالات متحده آمریکا است. عمده ی شهرت او به خاطر بازی در نقش سی‌سی دریک/شارلوت دیلارنتیس در سریال دروغگوهای کوچک است. وی از سال ۲۰۰۳ میلادی تاکنون مشغول فعالیت  بوده است.
از فیلم‌ها یا مجموعه‌های تلویزیونی که وی در آن‌ها نقش داشته است، می‌توان به نجیب‌زادگان اشاره نمود.